# Cinnyris chloropygius
Cinnyrisите chloropygius са вид птици от семейство Нектарникови (Nectariniidae).
Те са незастрашен вид, широко разпространен в екваториалните гори на Африка от Сенегал на запад до Кения на изток.
Таксонът е описан за пръв път от Уилям Джардин през 1842 година.

## Подвидове
- Cinnyris chloropygius chloropygius
- Cinnyris chloropygius kempi
- Cinnyris chloropygius luhderi
- Cinnyris chloropygius ophrogaster
- Cinnyris chloropygius orphogaster